# Hallikhed (B), Homnabad
Hallikhed (B) là một làng thuộc tehsil Homnabad, huyện Bidar, bang Karnataka, Ấn Độ.